# Philipp F. Kölmel
Philipp Fabian Kölmel (* 5. September 1973 in Rastatt) ist ein deutscher Komponist.

## Leben
Im Alter von sieben Jahren begann Kölmel mit Klavierunterricht. 1992 begann er ein Studium zum Tonmeister an der Universität der Künste Berlin, unterbrach es aber 1996, um an der Hochschule für Musik und Theater München Komposition für Film und Fernsehen zu studieren. 1999 schloss er dieses Studium mit Diplom ab und kehrte nach Berlin zurück, wo er ein Jahr später das Studium an der Udk wieder aufnahm und ebenfalls mit Diplom abschloss.
Seit 1996 arbeitete er an über 70 deutschen Filmen mit, unter anderem schrieb er die Filmmusik zu den Filmen Französisch für Anfänger und Kleine Morde. In der Münchener Drehleier ist er als Pianist im TATwort Improvisationstheater zu hören. Neben seiner Tätigkeit als Komponist für Filmmusik schrieb er auch für Werbespots und Events die Musik. Für die Verfilmung des Buches Rubinrot – Liebe geht durch alle Zeiten von Kerstin Gier schrieb er ebenfalls die Musik und wurde damit für den "International Film Music Critics Association Award 2013" in der Kategorie "Best Original Score for an Action/Adventure/Thriller Film" nominiert.
Philipp Fabian Kölmel ist Mitglied der Deutschen Filmakademie e. V., des Deutschen Komponist:innenverbands (DKV), zudem Gründungsmitglied und ehrenamtlich tätig im Leitungsgremium der Deutschen Filmkomponist:innenunion (DEFKOM).

## Filmografie (Auswahl)
- 1998: Cascadeur – Die Jagd nach dem Bernsteinzimmer
- 1999: Viergeteilt im Morgengrauen
- 2001: Vortex
- 2002: Alles getürkt!
- 2004: Vater werden ist nicht schwer …
- 2006: Französisch für Anfänger
- 2007: Das Inferno – Flammen über Berlin
- 2008: Lauf um Dein Leben – Vom Junkie zum Ironman
- 2008: Gonger – Das Böse vergisst nie
- 2009: Draußen am See
- 2009: Willi und die Wunder dieser Welt
- 2009: Faktor 8 – Der Tag ist gekommen
- 2011: Ab Morgen
- 2011: Ausgerechnet Sex!
- 2011: Für immer 30
- 2011: Kleine Morde
- 2012: Willkommen in Kölleda
- 2012–2021: Um Himmels Willen (Fernsehserie, 118 Folgen)
- 2013: Rubinrot
- 2014: Saphirblau
- 2015: Zwei Familien auf der Palme
- 2016: Smaragdgrün
- 2016: 5 Frauen
- 2017: Die stille Revolution
- 2017: Arzt mit Nebenwirkung
- 2018–2020: Die Inselärztin (Fernsehserie, 6 Folgen)
- 2022: Das Privileg – Die Auserwählten
- seit 2022: Der Bergdoktor (Fernsehserie)
- 2023: Herzstolpern
- 2024: Der Vierer

## Diskografie / Soundtracks (Auswahl)
- 1998: Cascadeur, Label: Gizeh Records,  European Article Number 743216060320
- 2006: Französisch für Anfänger, Label: Königskinder Schallplatten, European Article Number 0693723825922
- 2008: Lauf Um Dein Leben, Label: Normal Records (Indigo), European Article Number 4047179126021
- 2013: Rubinrot, Label: Sony Classical, European Article Number 0887654765123
- 2014: Saphirblau, Label: Sony Classical, European Article Number 0888430897823
- 2016: Smaragdgrün, Label: Sony Classical, European Article Number 0889853356829
- 2023: Vanishing, Label: HappySonic Music, European Article Number 4064946249301
- 2023: Ainhoa, Label: HappySonic Music, European Article Number 4064946251434
- 2023: Losing Balance, Label: HappySonic Music, European Article Number 4064946256309
- 2023: Buzz Warp Density, Label: HappySonic Music, European Article Number 4064946258501
- 2023: Tango de los corazones rotos, Label: HappySonic Music, European Article Number 4064946263628
- 2024: Kısmet, Label: HappySonic Music, European Article Number 4064946287891
- 2024: Fruitcake Song, Label: HappySonic Music, European Article Number 4064946291591